# Kroměříž (nádraží)
Kroměříž je železniční stanice v severovýchodní části stejnojmenného města na adrese Nádražní 1690/3. Stanice leží na trati Kojetín – Valašské Meziříčí a vede odsud také jednokolejná regionální trať do Zborovic. Na této trati je realizována i příměstská osobní doprava na zastávkách Kroměříž-Oskol a Kotojedy, ležících na území města.
Ve stanici Kroměříž odbočuje z koleje č. 6 výhybkou č. 4a/b vlečka „NAVOS, a.s. - vlečka Kroměříž„, z koleje č. 3a výhybkou č. 7 vlečka „SLADOVNY SOUFFLET ČR, a.s., a z koleje č. 8 výhybkou č. 22 odbočuje vlečka „GEBESHUBER Kroměříž„.

## Historie

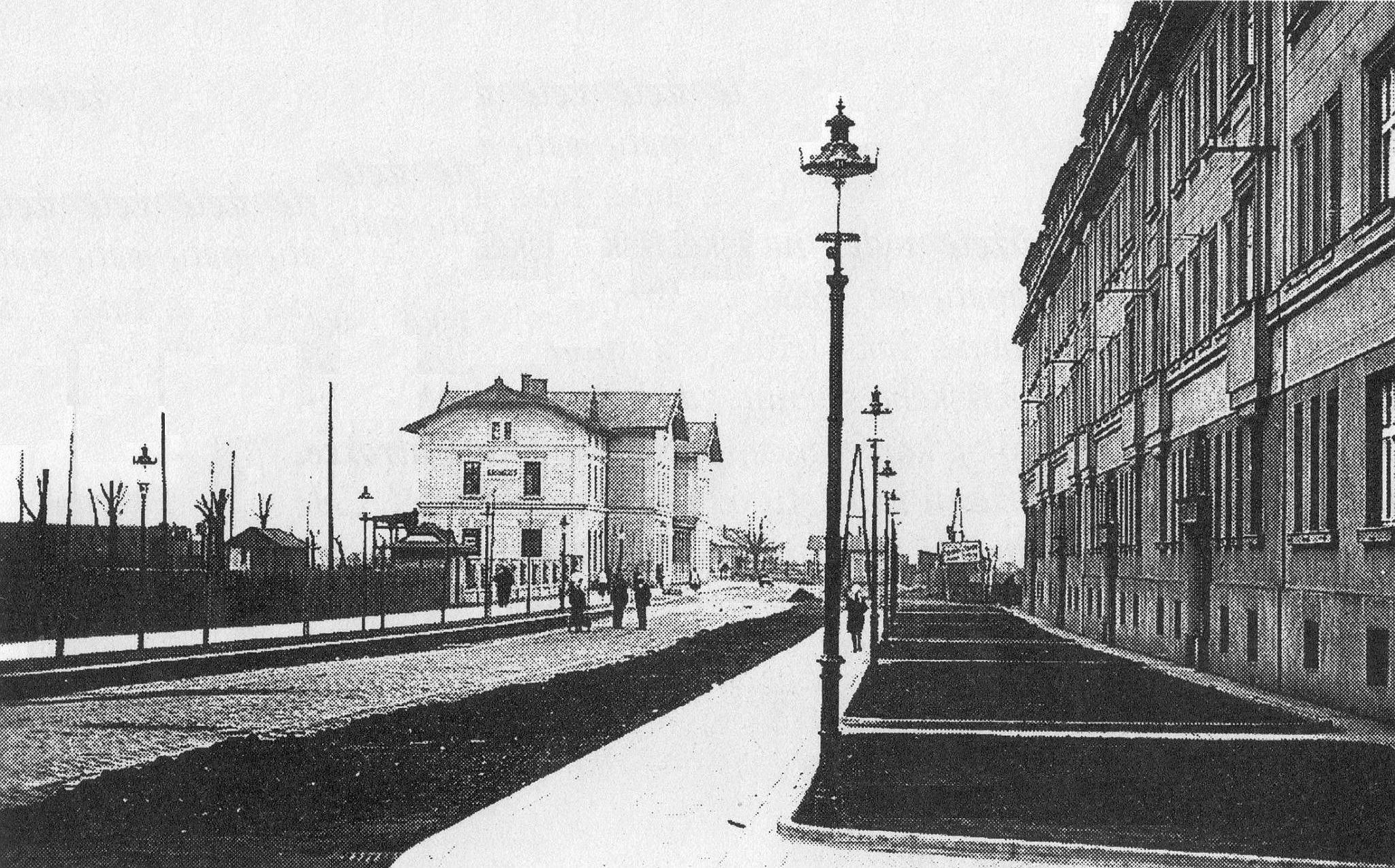
Dobová fotografie nádražní ulice

Od roku 1845 spojovaly Kroměříž s nádražím v Hulíně dvojspřežní dostavníky. Dostavníky byly nejvíce vytíženy v letech 1848–1849, kdy vozily poslance na zasedání ústavodárného sněmu. V roce 1879 byla v Kroměříži vytvořena akciová společnost Kroměřížských drah, která zbudovala soukromou lokální dráhu Kroměříž - Hulín. Provoz dráhy byl slavnostně zahájen moravským místodržícím Karlem Korbem z Weidenheimu dne 28. listopadu 1880 za přítomností generálního inspektora Severní dráhy Ferdinandovy Wilhelma Eichlera z Eichkronu. V té době bylo na levém břehu Moravy postaveno kroměřížským stavitelem Ladislavem Mesenským nádraží, k němuž darovalo město pozemek v ceně 33 000 zlatých. Současně byla budována i lokální trať Kroměříž – Zborovice, která byla slavnostně otevřena 23. října 1881. První parní lokomotiva společnosti Kroměřížských drah byla pojmenována po nejdůležitějším akcionáři biskupu Bedřichu Fürstenbergovi. Dalším významným akcionářem byl například kroměřížský advokát a poslanec Vilibald Mildschuh.
Velkou slávu zažilo kroměřížské nádraží dne 24. srpna 1885, kdy dorazil speciální vlak s císařem Františkem Josefem I., s jeho chotí Alžbětou, s korunním princem Rudolfem a dalšími hosty. Následující den přijel do Kroměříže carský vlak s ruským carem Alexandrem III., velkokněžnou Marií Fedorovnou, carevičem Nikolajem, jeho mladším bratrem Georgijem a četným doprovodem. Po třech dnech panovníci opět za velké slávy odcestovali z kroměřížského nádraží.
V roce 1883 získává Kroměřížská dráha koncesi pro výstavbu tratě z Bystřice pod Hostýnem do Valašského Meziříčí. K samotné výstavbě trati pod vedením Kroměřížské dráhy nikdy nedošlo. Trať byla vystavěna až novým majitelem. V roce 1887 společnost Kroměřížských drah odprodala celou trať společnosti Severní dráha císaře Ferdinanda. Úsek Kroměříž – Kojetín byl uveden do provozu v roce 1890. Regionální význam přesáhla kroměřížská místní dráha během I. a II. světové války a také v roce 1948, kdy zajišťovala zvýšenou přepravu návštěvníku do Kroměříže na výstavu „100 let českého národního života" pořádanou v rámci oslav výročí zasedání říšského sněmu. Pro účastníky výstavy bylo prodáno 170 000 průkazů ke slevě jízdného, pravidelné vlaky musely být v období konání výstavy posíleny 850 posilovými vozy a do Kroměříže dojelo 89 zvláštních vlaků. Také Letiště Kroměříž pomáhalo přetížené dopravě se zvýšenou přepravou návštěvníků dvoumotorovými letadly Aero C-103 (Siebel 204 D). Od června do srpna 1948 byla poprvé v Kroměříži krátkodobě zavedena i pravidelná Městská hromadná doprava.
Naproti kolejiště je na nádražní budově umístěna pamětní deska obětem okupace z řad železničních zaměstnanců. V centrální evidenci válečných hrobů a pietních míst evidováno pod označením "CZE-7203-01454".

### 21.století

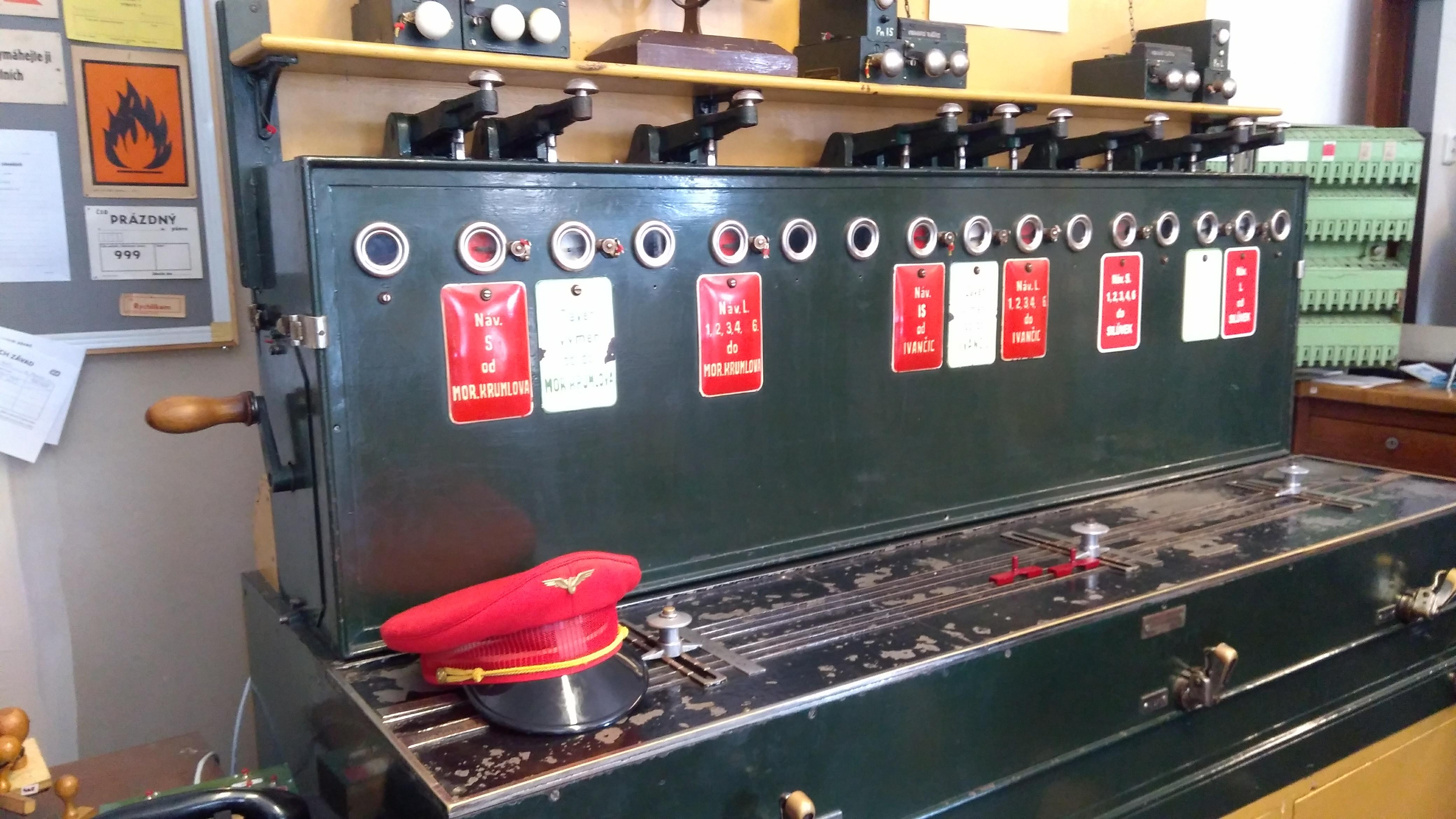
Muzeum Kroměřížské dráhy - funkční exponát

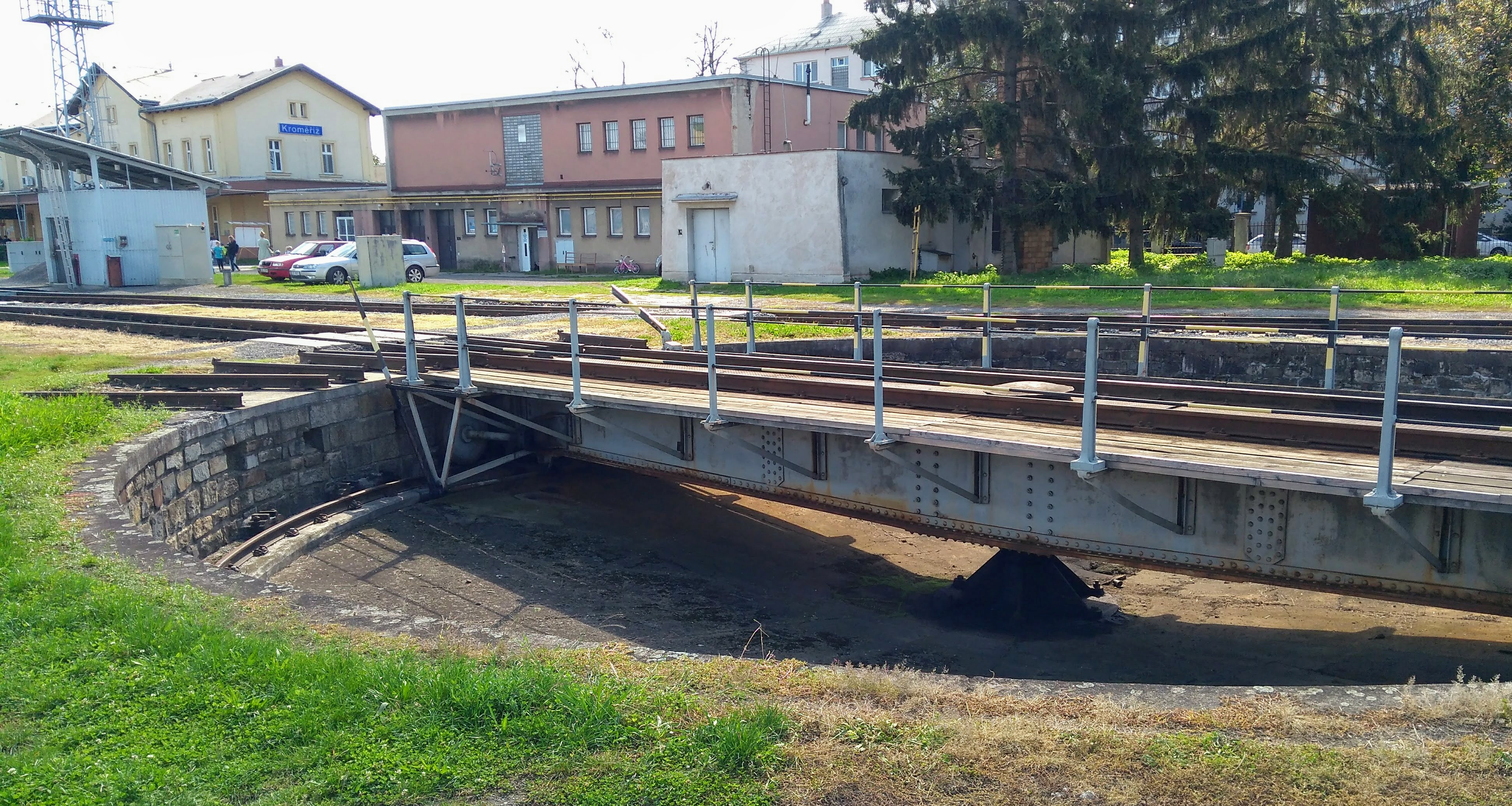
Ruční točna

V roce 2009 prošlo celé nádraží rozsáhlou modernizaci v celkových nákladech na realizaci stavby 444 milionů korun. Stavba byla financována prostřednictvím Státního fondu dopravní infrastruktury.
Dne 3. května 2014 otevřelo sdružení Kroměřížská dráha v areálu nádraží malé železniční muzeum. Muzeum se nachází v přízemí administrativní budovy ve třech místnostech.
Součástí areálu depa je i železniční točna, která sloužila a slouží k otáčení vozidel nebo přejíždění vozidel mezi jednotlivými kolejemi. Kroměřížská točna je zajímavá tím, že se k jejímu otáčení využívá lidská síla. Např. 80 tunovou lokomotivou může otočit průměrně zdatný člověk.

## Dostupnost

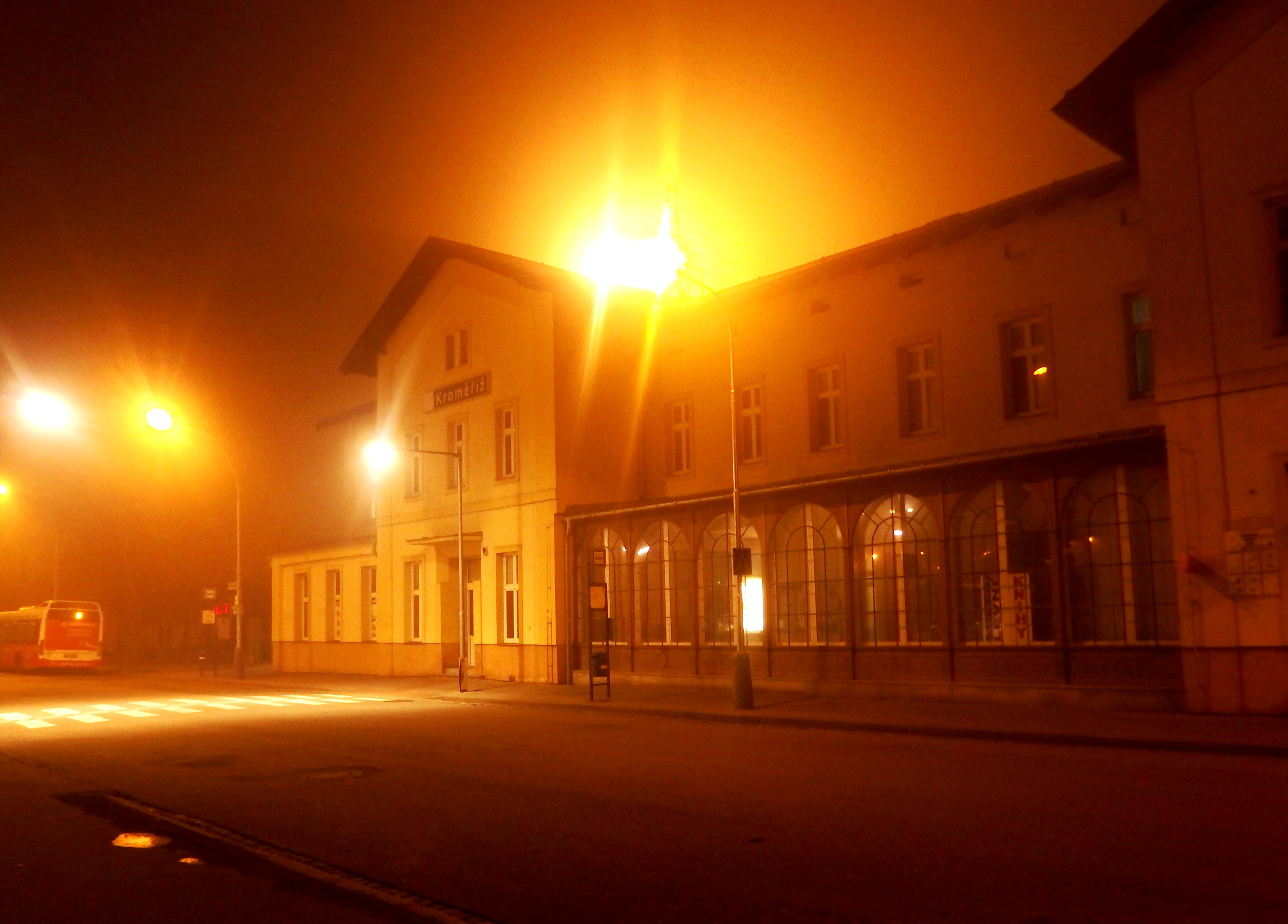
Noční autobus na zastávce MHD před budovou nádraží

Při odchodu z kolejiště na rohu nádražní budovy je umístěna prodejna jízdenek městské hromadné dopravy, kterou v Kroměříži provozují Kroměřížské technické služby s.r.o. Zastávky jednotlivých linek městské hromadné dopravy jsou umístěny přímo před budovou nádraží. Přes cestu je umístěno rozsáhlé autobusové nádraží pro příměstskou autobusovou a linkovou meziměstskou dopravu.
Ze stanice je vedena  modrá turistická trasa KČT, která vede ve směru na Chropyni po břehu řeky Moravy kolem vodní elektrárny Strž a za miňůvským mostem kolem přírodní památky ev. č. 1764 Rameno Moravy. V lokalitě přírodní památky se nachází pamětní deska Ladislava Zlatušky. V opačném směru vede kolem letiště přes místní část Trávník kolem přírodní památky Bašnov do Kvasic.
Dále pokračuje chřibskými lesy kolem přírodní památky Budačina do Jankovic, přes Králův stůl na Modrou a Velehrad a končí na Bunči, hojně navštěvovaném turistickém místě pod Brdem.